# Stadio Alberto José Armando
Lo stadio Alberto José Armando, noto come La Bombonera, è un impianto sportivo di Buenos Aires, situato nel quartiere La Boca. È lo stadio nel quale gioca la squadra del Boca Juniors. Ha una capienza di 57 200 posti a sedere
Il suo soprannome è dovuto al commento di uno dei suoi progettisti, José Delpini, che, una volta terminata la costruzione dell'impianto, paragonò l'opera a una scatola di bombones, cioccolatini, quelli che aveva ricevuto in regalo il giorno dell'inaugurazione.

## Storia
Nel 1932 il progettista José Delpini, in équipe con gli architetti Viktor Sulčič e Raul Bes, vinse il concorso per la realizzazione del nuovo impianto del Boca, ispirato ai canoni del razionalismo italiano, ed in particolare all'Artemio Franchi di Firenze, il cui progetto era in esposizione proprio in quel periodo nella capitale argentina. Lo stadio fu inaugurato il 25 maggio 1940 con una partita amichevole tra Boca Juniors e San Lorenzo, terminato col punteggio di 2-0 in favore dei padroni di casa, mentre il primo incontro ufficiale si disputò il 2 giugno quando il Boca Juniors affrontò il Newell's Old Boys vincendo sempre per 2-0. Nel 1949 iniziò la costruzione dell'ultima parte dello stadio, che terminò nel 1952, quando fu completato il terzo anello di gradinate. Infine, lo stadio venne fornito dell'illuminazione artificiale.
Nel 1996 si assistette a un grande rinnovamento dello stadio che restrinse la capienza originaria di 60.000 posti fino a 57.395, complice la demolizione dei palchi originari per venir sostituiti da una nuova tribuna sormontata da 130 nuovi palchi, più ampi e con una visibilità migliore. Quattro anni più tardi fu inaugurato il Museo de la pasiòn boquense, dove è possibile ammirare tutti i trofei della storia del club argentino. Nel 2002 infine fu dato l'attuale nome all'impianto, fino ad allora chiamato Estadio Camilo Cichero, nome di un altro presidente del Boca.

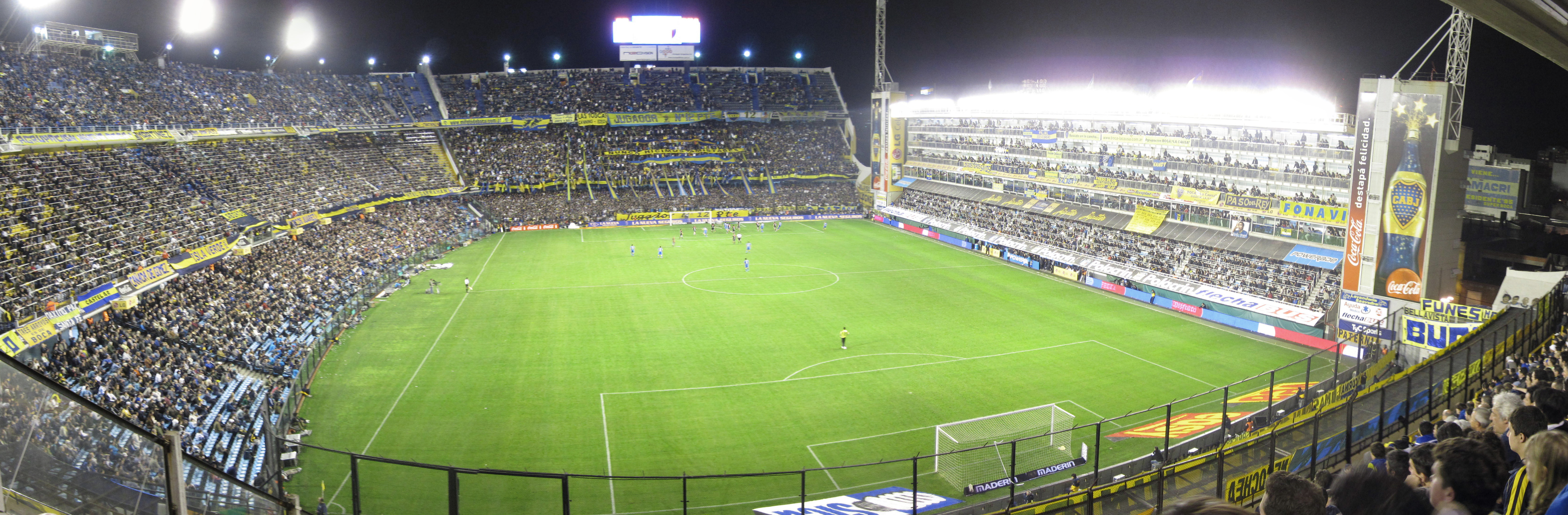
Lo Stadio Alberto José Armando durante una partita di Primera División il 23 settembre 2010.

Nel 2019 sono stati presentati progetti per la sua ristrutturazione d'ampliamento, miglioramento ed adeguamento agli standard di massimo confort possibile per gli spettatori, che comprendono anche la copertura completa degli spalti. Secondo i video Working progresses, verrebbero abbattuti gli spalti del lato sopra la Calle del Valle Iberlucea e sostituiti col nuovo settore a gradinate a tre anelli collegati ed uniformati a quelli già presenti, il tutto sormontato da una copertura trasparente fotovoltaica, da formare così un catino, a perfetta forma di Bombonera dai colori sociali Azul y Oro. Per ottenere lo spazio per costruire la nuova tribuna a tre anelli sono previsti l'acquisto di 19 lotti dei terreni retrostanti oltre la calle del Valle Iberlucea, ove impiantare le fondazioni per la costruzione delle gradinate e la conseguente copertura della stessa Valle Iberlucea per tutta la lunghezza necessaria. Quest'arteria diventerà così sovrastata, ad altezza adeguata ed utile allo scorrimento del traffico, dalla stessa tribuna e riqualificata con nuove attività commerciali ed uffici, incorporati sotto la struttura stessa, nonché una nuova area-polmone verde, di parcheggi e percorso con fermate per i mezzi pubblici. A seconda dei progetti, la capacità della nuova Bombonera sarà da 70 000 ad 80 000 posti a sedere.

## Museo Boca

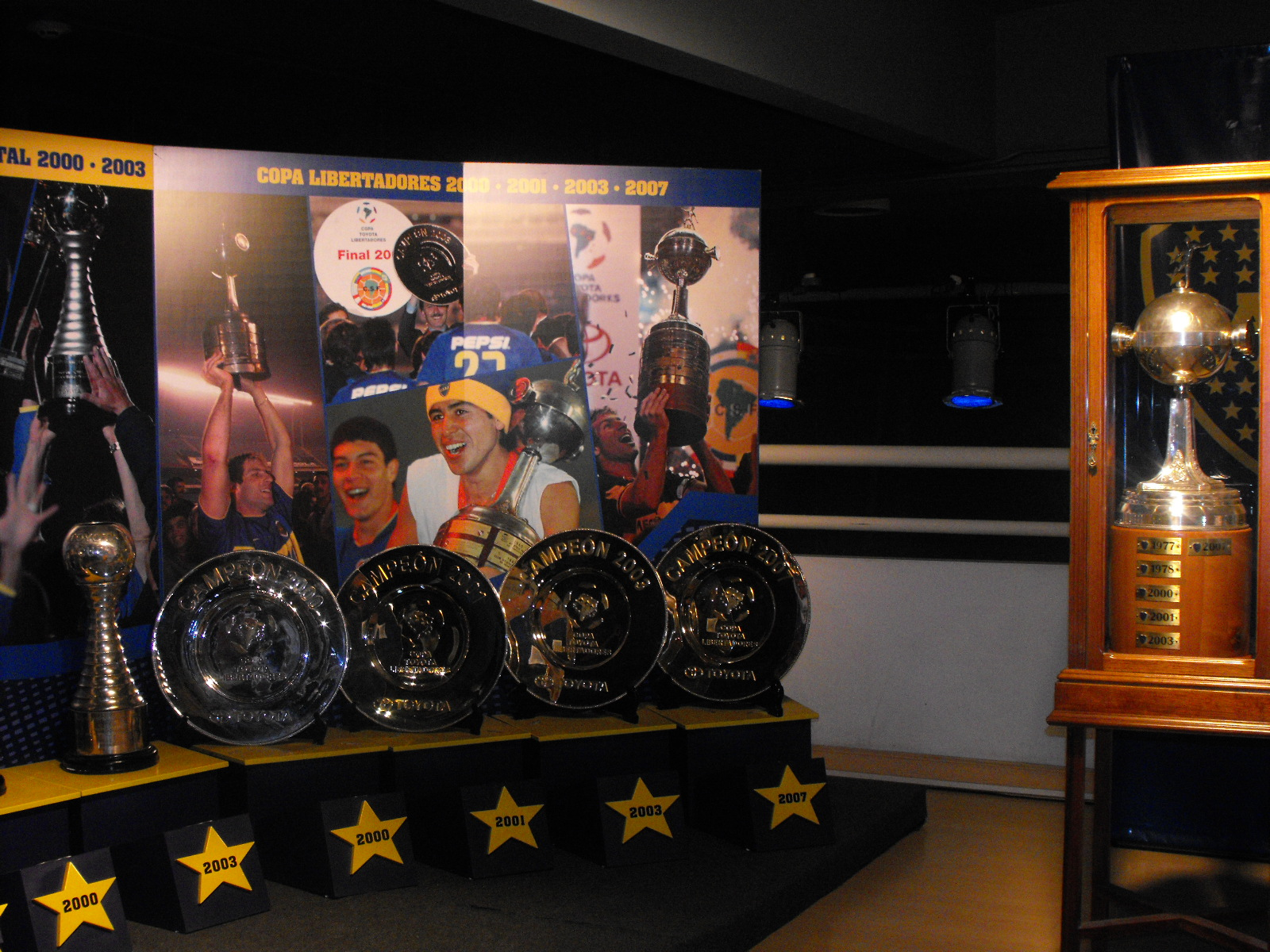
Una serie di trofei vinti dal club esposti nella hall of fame del Museo.

Il Museo de la pasiòn boquense fu aperto nel 2001 durante la presidenza di Mauricio Macri. Situato nello stadio, sotto le gradinate, è edificato su due piani.
Contiene una ricca hall of fame e un grande murales di Diego Armando Maradona. Vi è esposta anche una chitarra gialloblu con cui Lenny Kravitz, che la fece costruire per l'occasione, suonò nella Bombonera nel 2005.
Nel 2011 fu inaugurata una statua gigante di Martín Palermo, primatista di reti nella storia del club. Vi sono anche statue di Maradona, Juan Román Riquelme, Guillermo Barros Schelotto, Ángel Clemente Rojas, Silvio Marzolini e Antonio Rattín.
Nell'ottobre 2016 fu inaugurata una statua di Carlos Bianchi, allenatore capace di vincere 9 titoli alla guida del club, (nel periodo 1998-2003 e 2013-2014), un record. Sotto la sua gestione la squadra ottenne inoltre una striscia di 40 partite consecutive senza sconfitte, la migliore nella storia del calcio professionistico argentino (dal 1931 a oggi).

## Galleria d'immagini

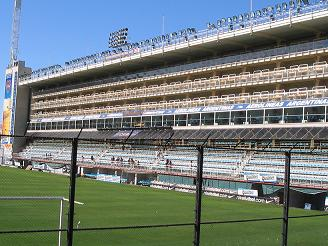
Interno dello stadio
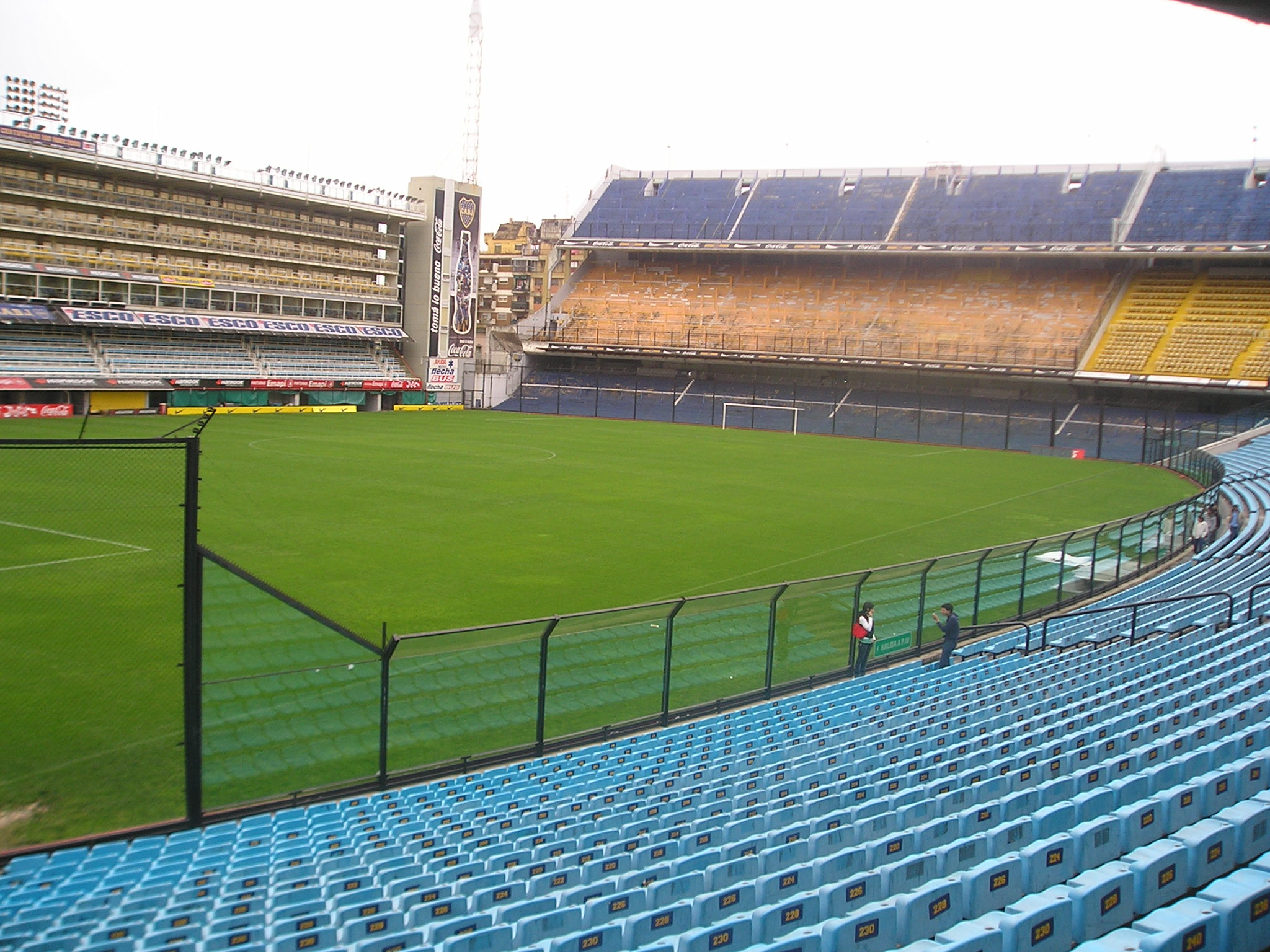
Interno dello stadio
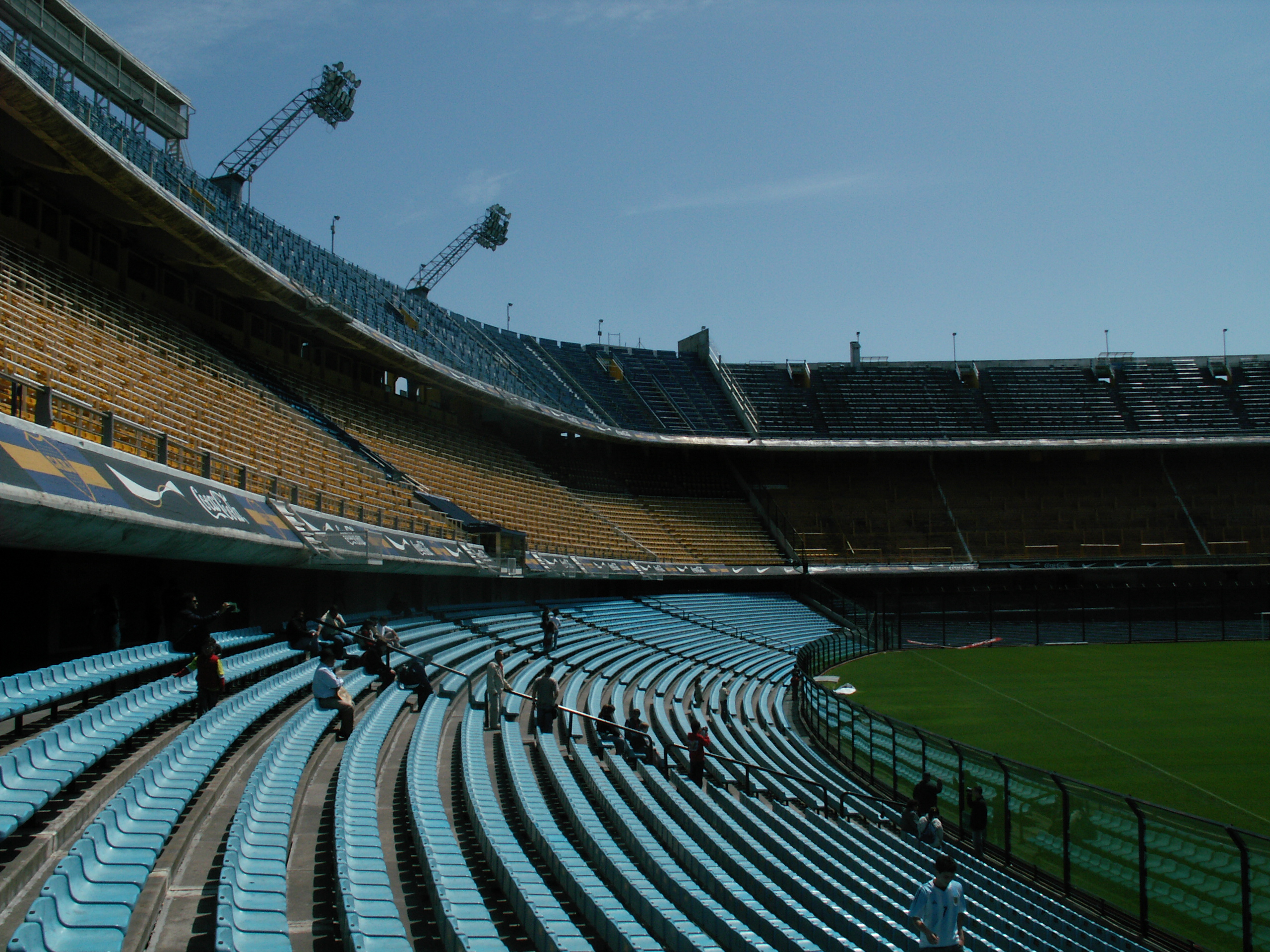
Interno dello stadio
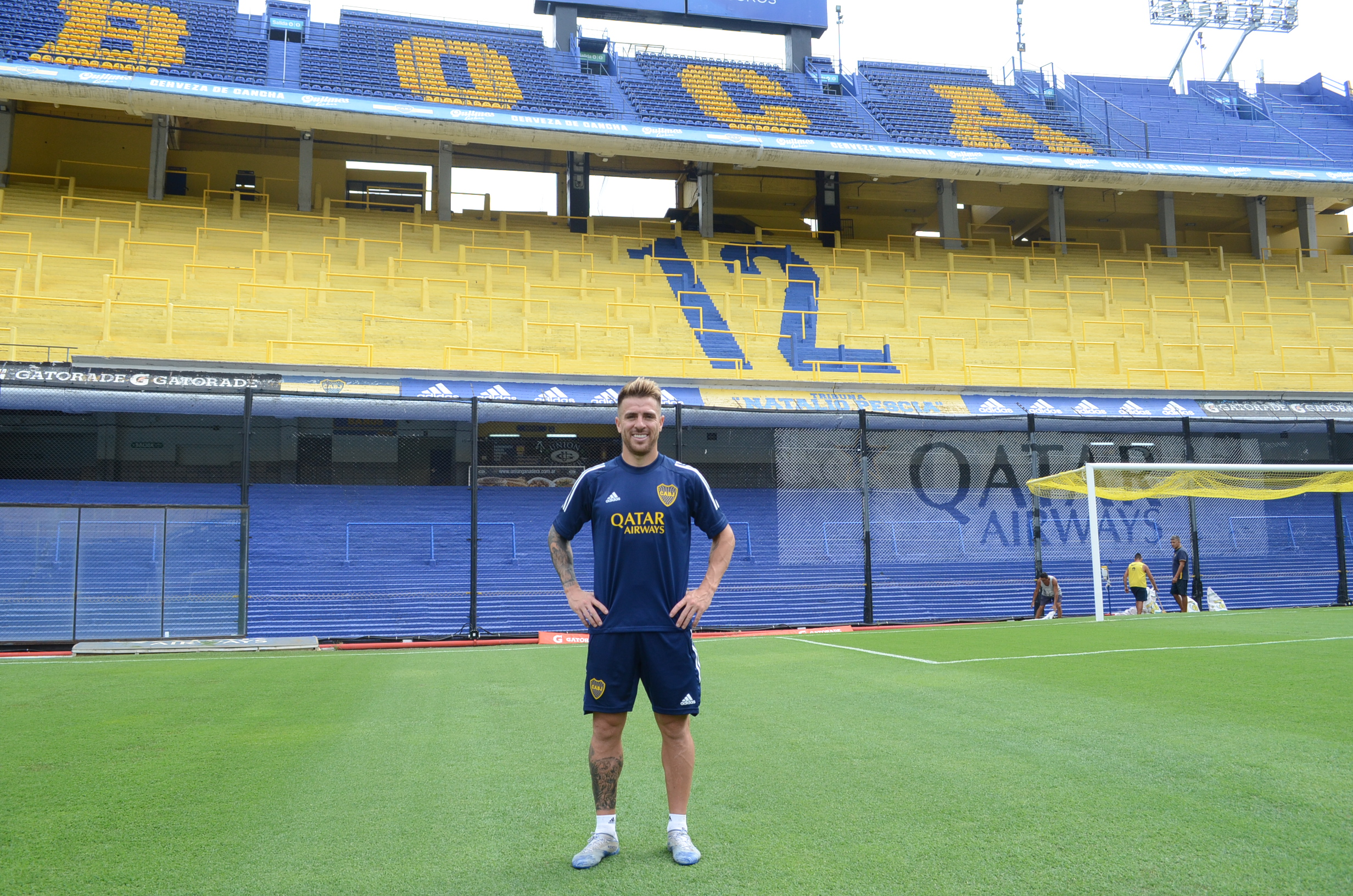
Interno dello stadio
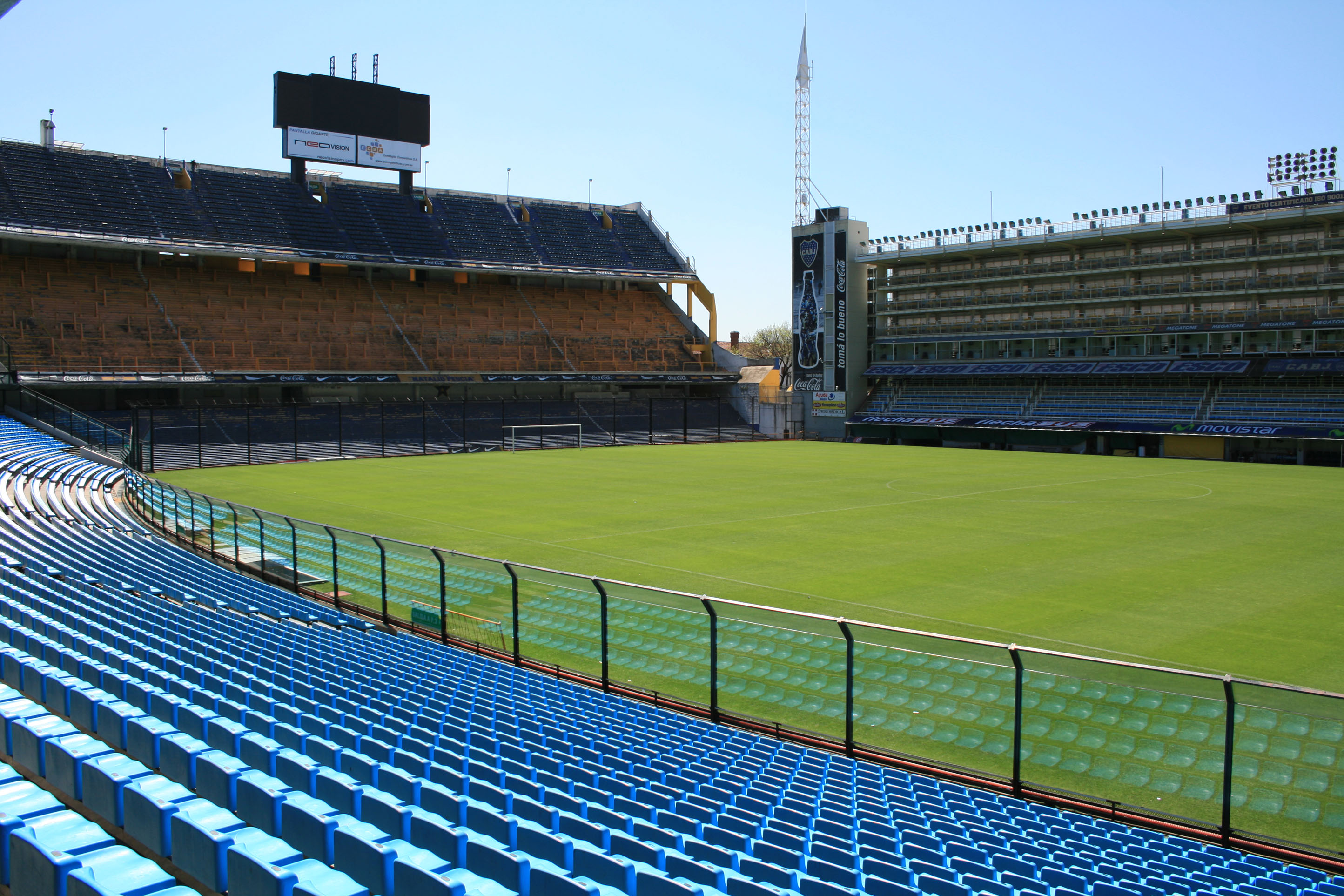
Interno dello stadio
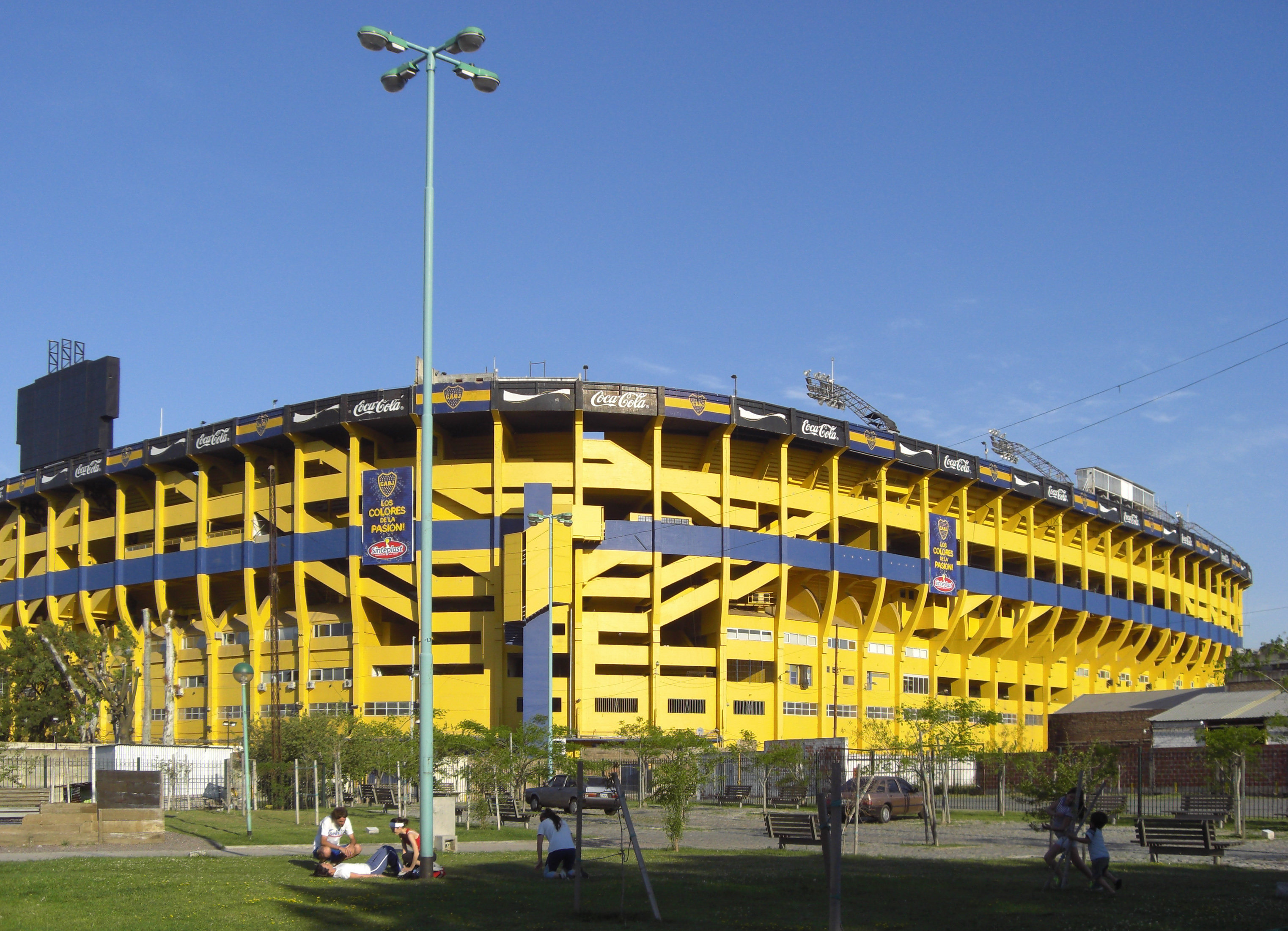
Vista dall'esterno
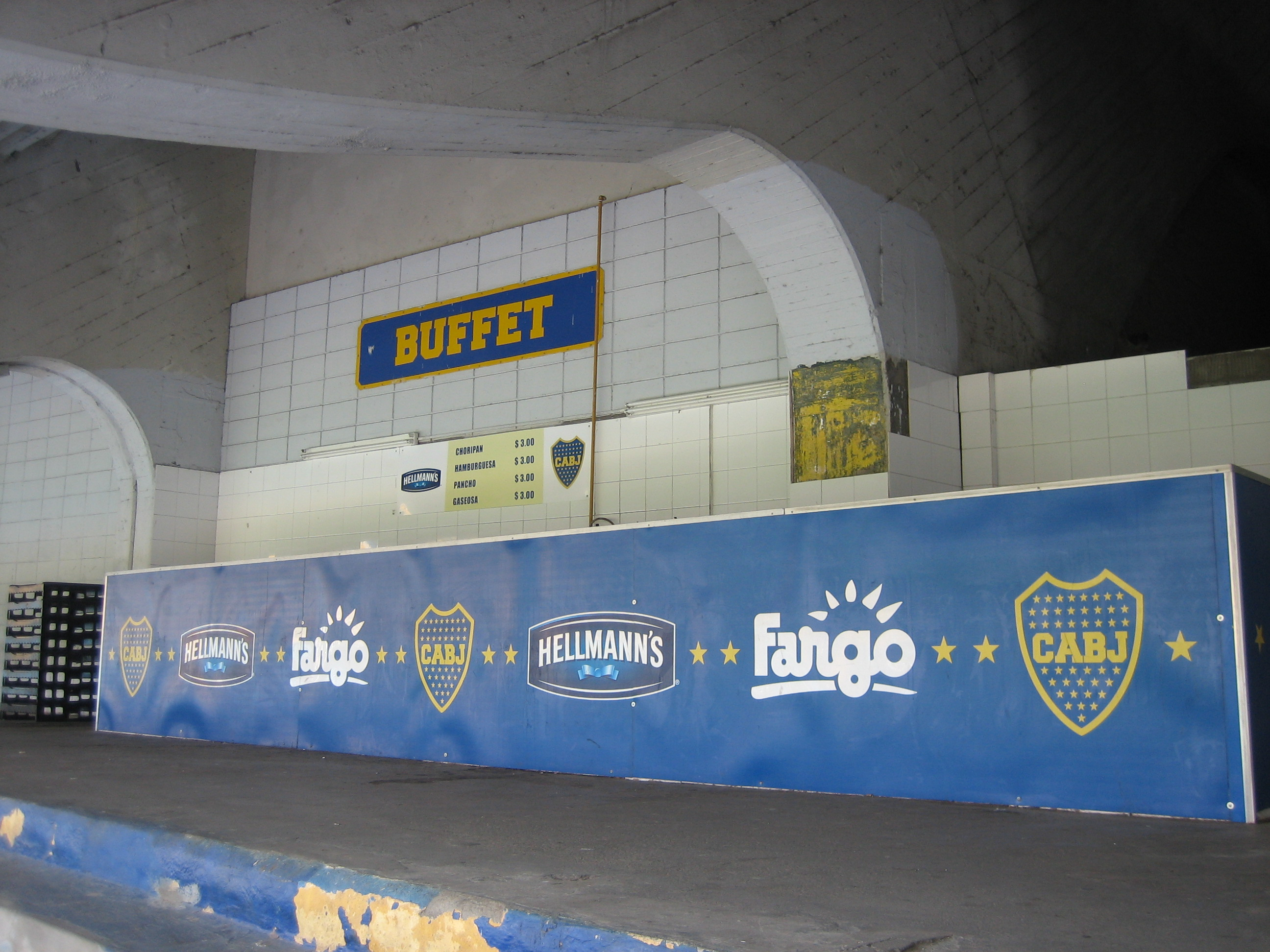
Area ristoro
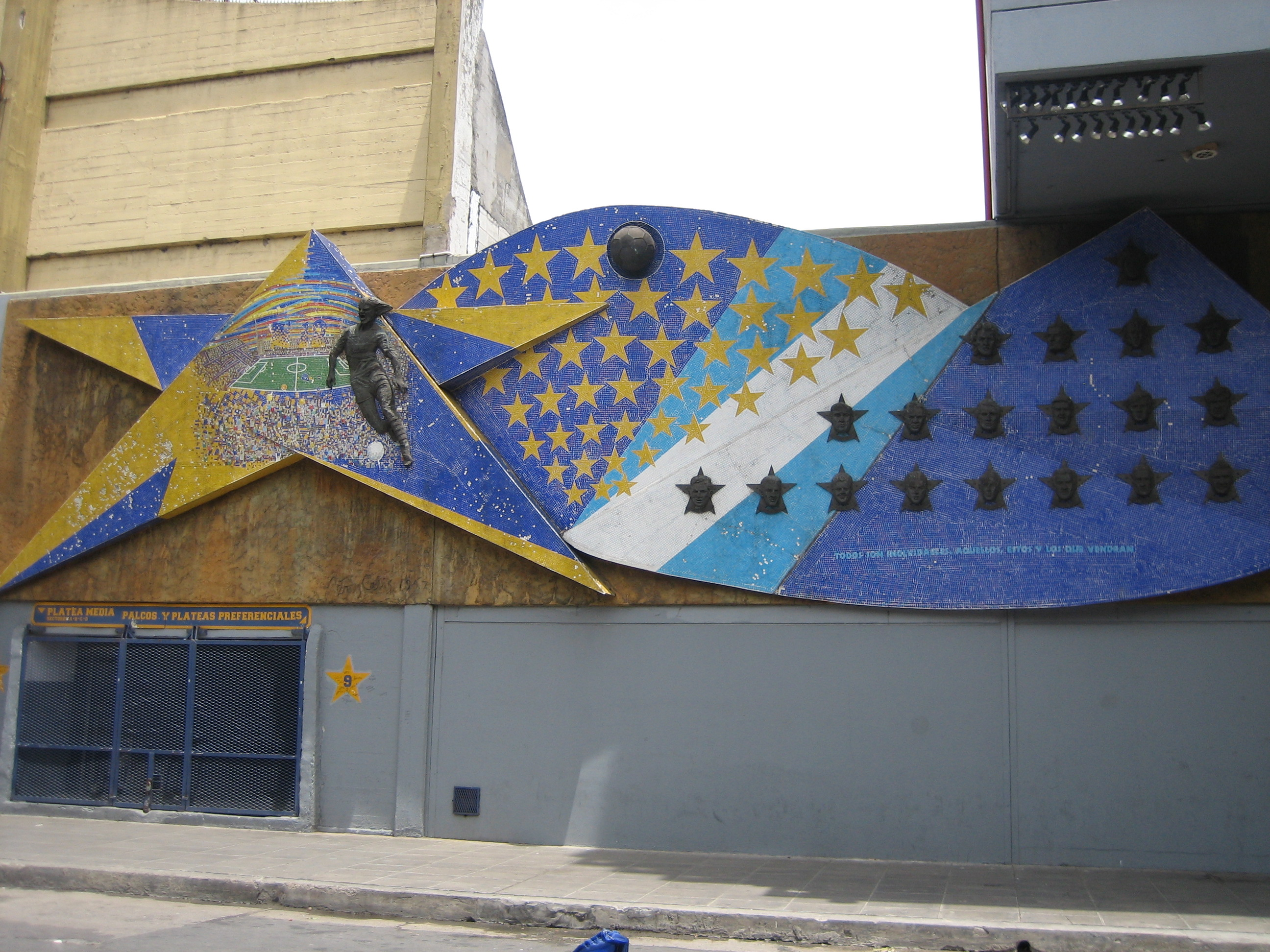
Le stelle della Bombonera
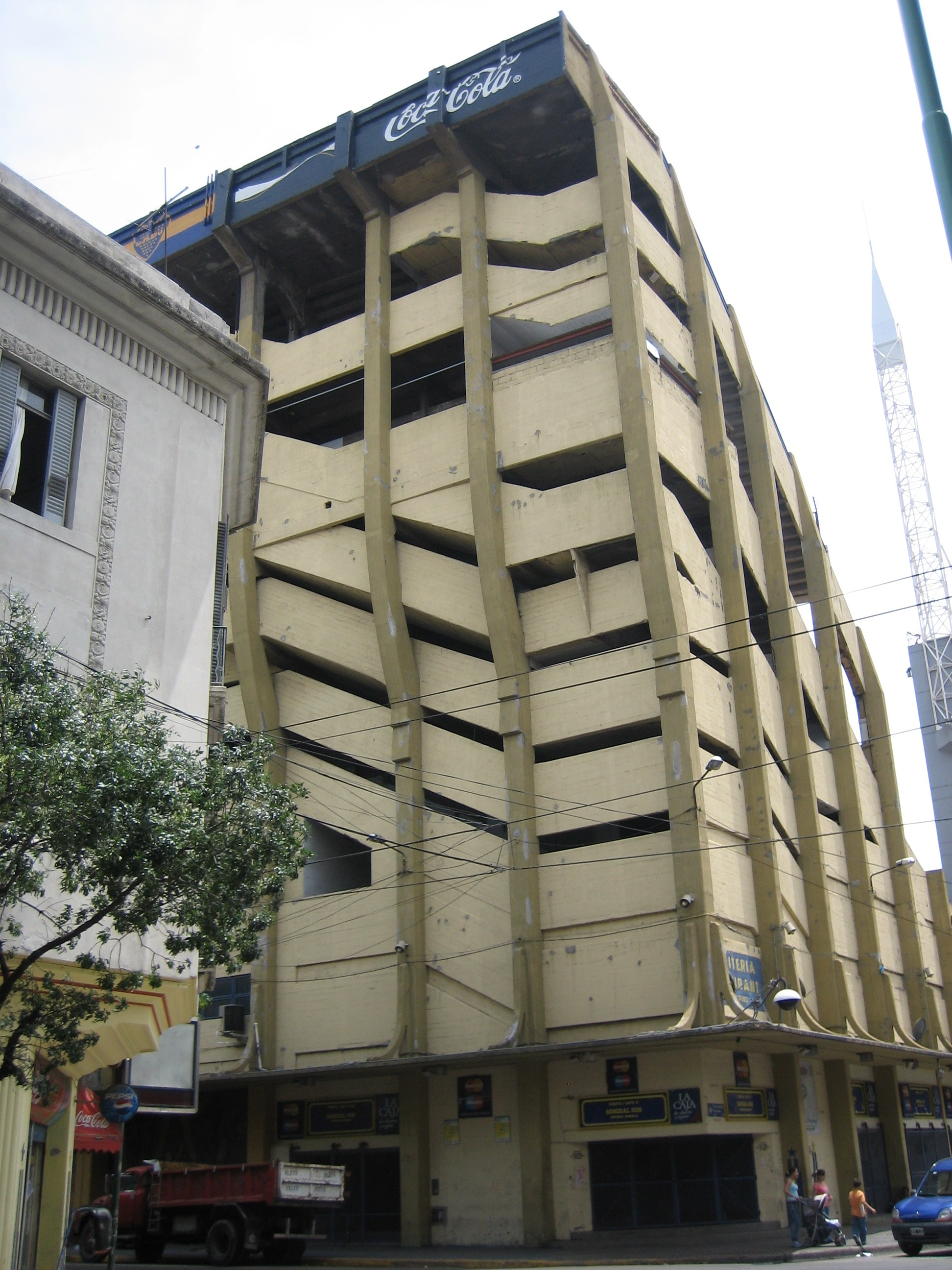
La Tribuna General Sur
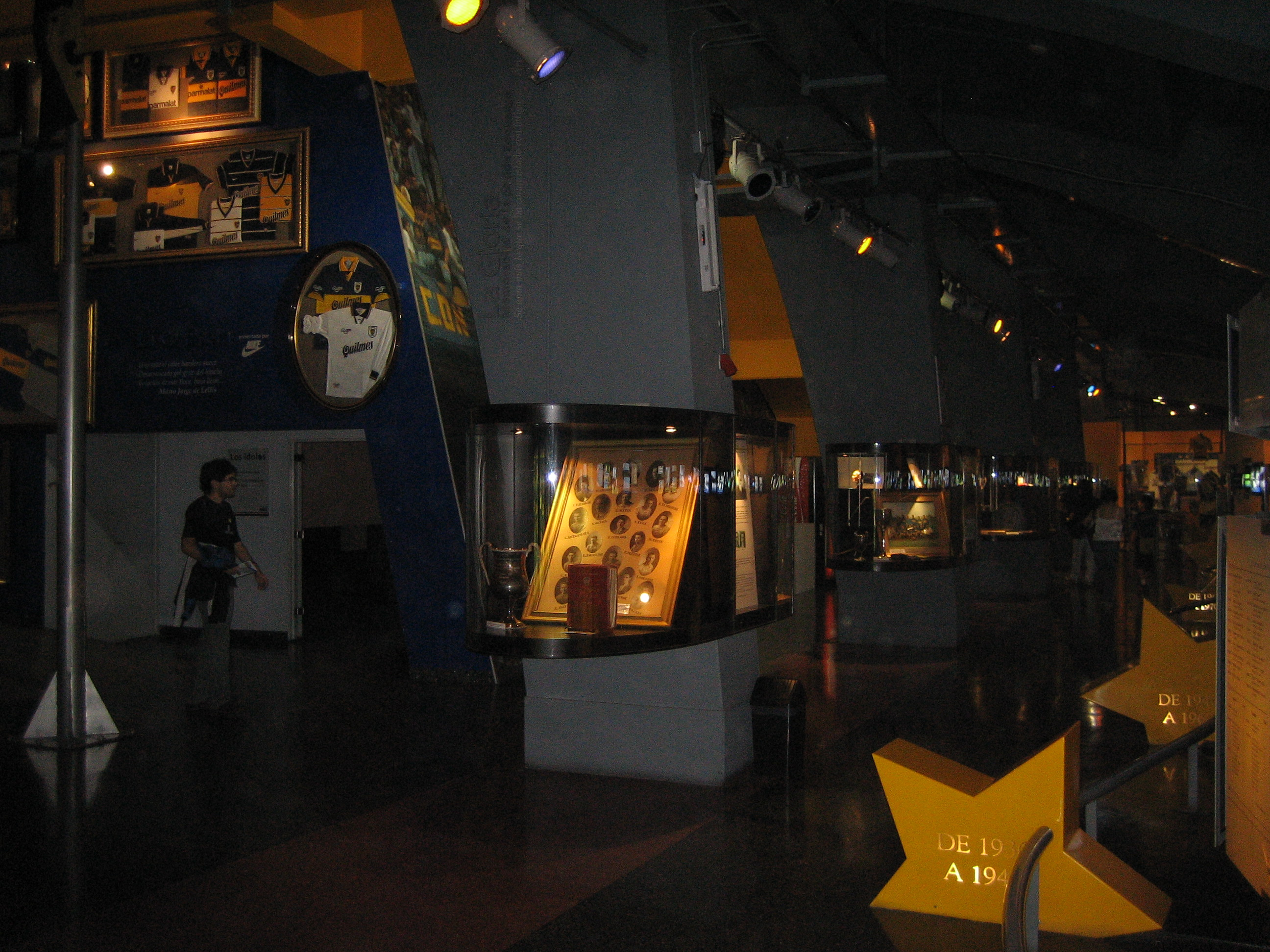
Interno del Museo Boca